# Bitva u Hiltersriedu
Bitva u Hiltersriedu se odehrála 21. září 1433 u vesnice Hiltersried na území dnešní spolkové země Bavorsko v Německu. Vojsko bavorských feudálů posílené pěchotou z řad prostého lidu, jemuž velel český šlechtic Hynčík Pluh (Pflug) z Rabštejna, zde drtivě porazilo husitský oddíl, jehož úkolem bylo zajistit spíži pro vojska obléhající Plzeň. Po zprávě o neúspěchu výpravy se veřejné mínění husitů u Plzně obrátilo proti organizátorům rejsy Janu Pardusovi a Janu Řitkovi z Bezdědic a vedlo k několikadennímu uvěznění duchovního správce táborské obce Prokopa Holého, jenž se obou hejtmanů zastal.

## Předehra
Ve snaze stupňovat tlak na vyslance basilejského koncilu, rozhodli se husité v první polovině roku 1433 oblehnout katolickou baštu Plzeň. Západočeská metropole disponovala velmi kvalitním opevněním, husitští předáci si proto patrně ještě před započetím prvních vojenských operací uvědomovali, že jim nezbude než obránce vyhladovět. Od 14. července do poloviny října se před městem shromáždili příslušníci všech důležitých husitských svazů, jejichž počet je historiky odhadován až na 15 000 osob. Toto množství živé síly však znamenalo vysoké nároky na logistiku, zejména po roce 1432, kdy střední Evropu postihla značná neúroda, a husitům proto nezbylo než kvůli zajištění potřeb pro vojsko vypravit další rejsu do zahraničí. Oddíl pod velením Jana Parduse a domažlického hejtmana Jana Řitky z Bezdědic, jenž čítal na 1400 pěších a 400 jezdců, vyrazil směrem do Bavorska 16. září a ihned po překročení hranic směrem na Koubu začal shánět kořist z vesnic v okolí Brodu nad Lesy a Mnichova nad Lesy. Místní obyvatelé však byli postiženi stejnou neúrodou jako lidé v Čechách a vpád nepřátelských vojáků jen stupňoval jejich útrapy. V systematických rekvizicích pokračovaly české jednotky směrem k severovýchodu patrně s úmyslem vrátit se na domovské území přes Horšovský Týn nebo Přimdu.
V době, kdy husité překročili německé hranice, pobýval se silným vojenským oddílem bavorský vévoda Jan z Neumarktu ve své rezidenci v Neunburgu (na silnici mezi Amberkem a Mnichovem nad Lesy). Když se dozvěděl o nevelkém početním stavu protivníkových sil, během několika dnů shromáždil asi 300 jezdců a 600 pěších, jež posílili i místní sedláci, připravení se pomstít za vyplenění svých majetků. Velením nad tímto vojenským uskupením byl pověřen český šlechtic Hynčík Pluh z Rabštejna, kterého doprovázel i vévodův syn Kryštof. Výprava vyrazila do pole 21. září a ještě téhož dne se její velitel dozvěděl, že protivník operuje v oblasti kolem vesnice Hiltersried. Zkušený český válečník byl dobře obeznámen s válečnou taktikou husitů, uvědomoval si proto, že na protivníka nemá smysl útočit, když je obklopen vozovou hradbou, ale naději na úspěch mu dává jedině možnost napadnout české oddíly za pochodu.

## Bitva

### Zprávy současníků
O událostech ze dne 21. září 1433 informuje několik českých i zahraničních písemných pramenů různé výpovědní hodnoty. Z domácí provenience se o bitvě velmi povrchně zmiňuje soubor drobných kronik, psaných od sklonku bojovného husitství, jež historik František Palacký jako první soustředil do jediného díla pod názvem Staré letopisy české. Další informace podobně kusého charakteru poskytuje i latinsky psané anonymní dílo přímého účastníka husitských válek, jež nese název Kronika starého pražského kolegiáta a Kronika katolického vojáka Bartoška z Drahonic.
| „                      | Téhož roku na sv. Václava se Pardus spolu s dalšími vypravil přes lesy do Bavorska za kořistí. Nepřátelé se proti nim shromáždili, udeřili na Čechy a pobili jich na dvanáct set; ostatní utekli. | “ |
| — Staré letopisy české | |   |

| „                     | Téhož roku, totiž 1433, v týdnu před svátkem sv. Václava vytáhl Pardus, hejtman vojska táborů ležícího a tábořícího před Plzní, a Jan Řitka, tehdy hejtman v Domažlicích, s pěti sty a více jezdců , jak se obecně a pravdivě říkalo, a s tisícem čtyřmi sty pěších do Bavor ke Koubě a ukořistili velký počet dobytka a jiných věcí. Posléze je však pronásledovaly stovky jezdců s pěšáky, utkaly se s nimi v bitvě a nakonec zvítězili Němci, takže z Čechů vrátilo podle obecných zvěstí sotva třicet jezdců a sto pěších, avšak Pardus a Jan Řitka od nich utekli. | “ |
| — Bartošek z Drahonic | |   |

Ze zahraničních relací o husitské porážce u Hiltersriedu hovoří list převora Jana z Montenoisonu z 20. října 1433, list z benátského velvyslance z Basileje datovaný ke 14. říjnu (na základě prvních mylných zpráv informuje krále Zikmunda Lucemburského, že v Bavorsku zahynul i Prokop Holý) a Španěl Johannes de Segovia ve svém spisu o basilejském koncilu Historia gestorum generalis synodi Basiliensis.

### Pravděpodobný průběh
Je patrné, že české oddíly příchod bavorských ozbrojených jednotek naprosto překvapil. Není známo, zda se v té chvíli věnovaly shánění kořisti přímo v Hiltersriedu nebo vesnici míjely v pochodové koloně, je však zřejmé, že jejich první očekávanou reakcí bylo sestavit vozy do obranného postavení. Profesionální příslušníci polních vojsk za podobné situace dokázali vozy sestavit do požadované formace ve značné rychlosti, nicméně písemné prameny dokládají, že díky chybě jednoho z vozatajů, jenž omylem obrátil přední vůz opačným směrem, zůstal vozový šik (či vozová hradba) otevřen. Této mezery neprodleně využili bavorští vojáci, kteří vnikli mezi vozy a začali husity masakrovat.

## Důsledky a bilance
Z výše jmenovaných pramenů je patrné, že vítězství bavorských jednotek bylo úplné. Staré letopisy české dokládají, že husité ztratili 1200 mužů, Starý kolegiát pražský hovoří o více než tisíci padlých, Bartošek z Drahonic zmiňuje, že kromě Jana Parduse a Jana Řitky z Bezdědic se do ležení k Plzni vrátilo sotva třicet jezdců a sto pěších. Johannes de Segovia odhaduje počet mrtvých Čechů stejně jako Staré letopisy české, navíc však hovoří o stovce ukořistěných vozů. Německý historik Sigmund Riezler dle vlastních pramenů odhaduje tyto počty na 1400 mrtvých a 330 těžce zraněných a pokud jde o ztráty mezi bavorskými vojáky, hovoří o 10 mrtvých rytířích a 129 mužích. Čeští historici ztráty domácích jednotek odhadují na 100 – 300 mužů.
V ležení u Plzně vyvolal návrat neúspěšných hejtmanů obrovskou bouři pohoršení, která vyvrcholila 28. nebo 29. září na poradě zástupců táborských sil. Všeobecná zloba se obrátila zejména proti Janu Pardusovi, který byl pokládán za hlavního viníka katastrofy, a duchovnímu správci táborské obce Prokopovi Holému, jenž se poraženého hejtmana zastal. V nastalé vřavě byl Prokop Holý neznámým účastníkem události obviněn, že zneužíval svého postavení, načež jej podhejtman Tvaroh udeřil stoličkou do hlavy. Posléze byl spolu s Janem Pardusem a dalším hejtmanem spoután a uvězněn. Na svobodu se zajatci dostali teprve po několika dnech.
Bavorský falckrabě Jan z Neumarktu, jenž se za úspěch svých zbraní modlil vleže v podobě kříže před oltářem Neunburského kostela, zanechal v jeho prostorách jako památku vlastní korouhev, která se zde uchovávala až do 19. století.

## Současnost
U příležitosti oslav 500 let bitvy v roce 1933 byl v Hiltersriedu postaven pomník a v městě Neuburg vorm Wald bylo hráno drama Husitský bič - Hussitengeißel od Fritze Hackera (premiéru měla v roce 1923). První bavorská vlastenecká hra o této bitvě byla hrána již roku 1894. Další hra o bitvě u Hiltersriedu, tentokrát s názvem Vom Hussenkrieg od žurnalisty Petera Klewitze, byla v Neunburgu vorm Wald uvedena roku 1983. Hra Vom Hussenkrieg je uváděna v Neunburgu vorm Wald každoročně v letní sezóně.